# Canton du Sartenais-Valinco
Le canton du Sartenais-Valinco est une division administrative française du département de la Corse-du-Sud créée par le décret du 24 février 2014 et entrant en vigueur lors des élections départementales de 2015.

## Histoire
Un nouveau découpage territorial de la Corse-du-Sud entre en vigueur à l'occasion des premières élections départementales suivant le décret du 17 février 2014. Les conseillers départementaux sont, à compter de ces élections, élus au scrutin majoritaire binominal mixte. Les électeurs de chaque canton élisent au Conseil départemental, nouvelle appellation du Conseil général, deux membres de sexe différent, qui se présentent en binôme de candidats. Les conseillers départementaux sont élus pour 6 ans au scrutin binominal majoritaire à deux tours, l'accès au second tour nécessitant 12,5 % des inscrits au 1er tour. En outre la totalité des conseillers départementaux est renouvelée. Ce nouveau mode de scrutin nécessite un redécoupage des cantons dont le nombre est divisé par deux avec arrondi à l'unité impaire supérieure si ce nombre n'est pas entier impair, assorti de conditions de seuils minimaux. Dans la Corse-du-Sud, le nombre de cantons passe ainsi de 22 à 11.
Le nouveau canton du Sartenais-Valinco est entièrement inclus dans l'arrondissement de Sartène. Le bureau centralisateur est situé à Propriano.

## Représentation
| Période élective | Période élective | Mandat | Mandat | Identité                 | Nuance | Nuance | Qualité                                            |
| ---------------- | ---------------- | ------ | ------ | ------------------------ | ------ | ------ | -------------------------------------------------- |
| 2015             | 2021             | 2015   | 2017   | José-Pierre Mozziconacci |        | PRG    | Maire d'Olmeto                                     |
| 2015             | 2021             | 2015   | 2017   | Chantal Pedinielli       |        | LR     | Cadre de santé, directrice de la crèche du Valinco |

Lors des élections départementales de 2015, le binôme composé de José-Pierre Mozziconacci et Chantal Pedinielli (DVG-UMP) est élu au 1er tour avec 81,36 % des suffrages exprimés, devant le binôme composé de Nicolas Alaris et Stéphanie Tramoni (FG) (18,64 %). Le taux de participation est de 61,48 % (5 772 votants sur 9 389 inscrits) contre 51,56 % au niveau départementalet 50,17 % au niveau national.
José-Pierre Mozziconacci est membre de LREM.

## Composition
Le canton du Sartenais-Valinco comprend vingt-cinq communes.
| Nom                               | Code Insee | Intercommunalité               | Superficie (km2) | Population (dernière pop. légale) | Densité (hab./km2) | Modifier                                    |
| --------------------------------- | ---------- | ------------------------------ | ---------------- | --------------------------------- | ------------------ | ------------------------------------------- |
| Propriano (bureau centralisateur) | 2A249      | CC du Sartenais Valinco Taravo | 18,73            | 3 864 (2022)                      | 206                | modifier les données · modifier les données |
| Altagène                          | 2A011      | CC de l'Alta Rocca             | 4,77             | 54 (2022)                         | 11                 | modifier les données · modifier les données |
| Arbellara                         | 2A018      | CC du Sartenais Valinco Taravo | 11,29            | 153 (2022)                        | 14                 | modifier les données · modifier les données |
| Aullène                           | 2A024      | CC de l'Alta Rocca             | 40,92            | 183 (2022)                        | 4,5                | modifier les données · modifier les données |
| Belvédère-Campomoro               | 2A035      | CC du Sartenais Valinco Taravo | 26,37            | 195 (2022)                        | 7,4                | modifier les données · modifier les données |
| Bilia                             | 2A038      | CC du Sartenais Valinco Taravo | 7,43             | 53 (2022)                         | 7,1                | modifier les données · modifier les données |
| Cargiaca                          | 2A066      | CC de l'Alta Rocca             | 7,87             | 62 (2022)                         | 7,9                | modifier les données · modifier les données |
| Foce                              | 2A115      | CC du Sartenais Valinco Taravo | 20,75            | 152 (2022)                        | 7,3                | modifier les données · modifier les données |
| Fozzano                           | 2A118      | CC du Sartenais Valinco Taravo | 19,59            | 207 (2022)                        | 11                 | modifier les données · modifier les données |
| Giuncheto                         | 2A127      | CC du Sartenais Valinco Taravo | 7,61             | 101 (2022)                        | 13                 | modifier les données · modifier les données |
| Granace                           | 2A128      | CC du Sartenais Valinco Taravo | 4,08             | 92 (2022)                         | 23                 | modifier les données · modifier les données |
| Grossa                            | 2A129      | CC du Sartenais Valinco Taravo | 18,36            | 73 (2022)                         | 4,0                | modifier les données · modifier les données |
| Loreto-di-Tallano                 | 2A146      | CC de l'Alta Rocca             | 6,93             | 49 (2022)                         | 7,1                | modifier les données · modifier les données |
| Mela                              | 2A158      | CC de l'Alta Rocca             | 4,63             | 34 (2022)                         | 7,3                | modifier les données · modifier les données |
| Olmeto                            | 2A189      | CC du Sartenais Valinco Taravo | 43,82            | 1 265 (2022)                      | 29                 | modifier les données · modifier les données |
| Olmiccia                          | 2A191      | CC de l'Alta Rocca             | 11,22            | 116 (2022)                        | 10                 | modifier les données · modifier les données |
| Quenza                            | 2A254      | CC de l'Alta Rocca             | 95,67            | 185 (2022)                        | 1,9                | modifier les données · modifier les données |
| Sainte-Lucie-de-Tallano           | 2A308      | CC de l'Alta Rocca             | 25,57            | 382 (2022)                        | 15                 | modifier les données · modifier les données |
| Santa-Maria-Figaniella            | 2A310      | CC du Sartenais Valinco Taravo | 13,09            | 83 (2022)                         | 6,3                | modifier les données · modifier les données |
| Sartène                           | 2A272      | CC du Sartenais Valinco Taravo | 200,40           | 3 732 (2022)                      | 19                 | modifier les données · modifier les données |
| Serra-di-Scopamène                | 2A278      | CC de l'Alta Rocca             | 20,42            | 117 (2022)                        | 5,7                | modifier les données · modifier les données |
| Sorbollano                        | 2A285      | CC de l'Alta Rocca             | 7,70             | 65 (2022)                         | 8,4                | modifier les données · modifier les données |
| Viggianello                       | 2A349      | CC du Sartenais Valinco Taravo | 17,03            | 890 (2022)                        | 52                 | modifier les données · modifier les données |
| Zérubia                           | 2A357      | CC de l'Alta Rocca             | 13,18            | 46 (2022)                         | 3,5                | modifier les données · modifier les données |
| Zoza                              | 2A363      | CC de l'Alta Rocca             | 5,05             | 66 (2022)                         | 13                 | modifier les données · modifier les données |
| Canton du Sartenais-Valinco       | 2A09       |                                | 652,48           | 12 219 (2022)                     | 19                 | modifier les données                        |

## Démographie
En 2022, le canton comptait 12 219 habitants, en évolution de +6,74 % par rapport à 2016 (Corse-du-Sud : +7,61 %, France hors Mayotte : +2,11 %).
| 2013   | 2018   | 2022   |
| ------ | ------ | ------ |
| 11 363 | 11 388 | 12 219 |